# Grazalema
Grazalema – miejscowość w Hiszpanii we wspólnocie autonomicznej Andaluzja w północno-wschodniej części prowincji Kadyks u podnóża gór Sierra del Pinar.
Ze względu na to iż miejscowość leży w Parku Narodowym Andaluzji, dużą rolę odgrywa tu turystyka, a także rolnictwo i hodowla owiec. Wśród licznie przybywających tu turystów popularna jest wspinaczka skalna.
W ostatnią niedzielę maja w oczekiwaniu na przybycie lata odbywa się fiesta Romería San Isidro Labrador na cześć patrona miasta św. Antoniego.

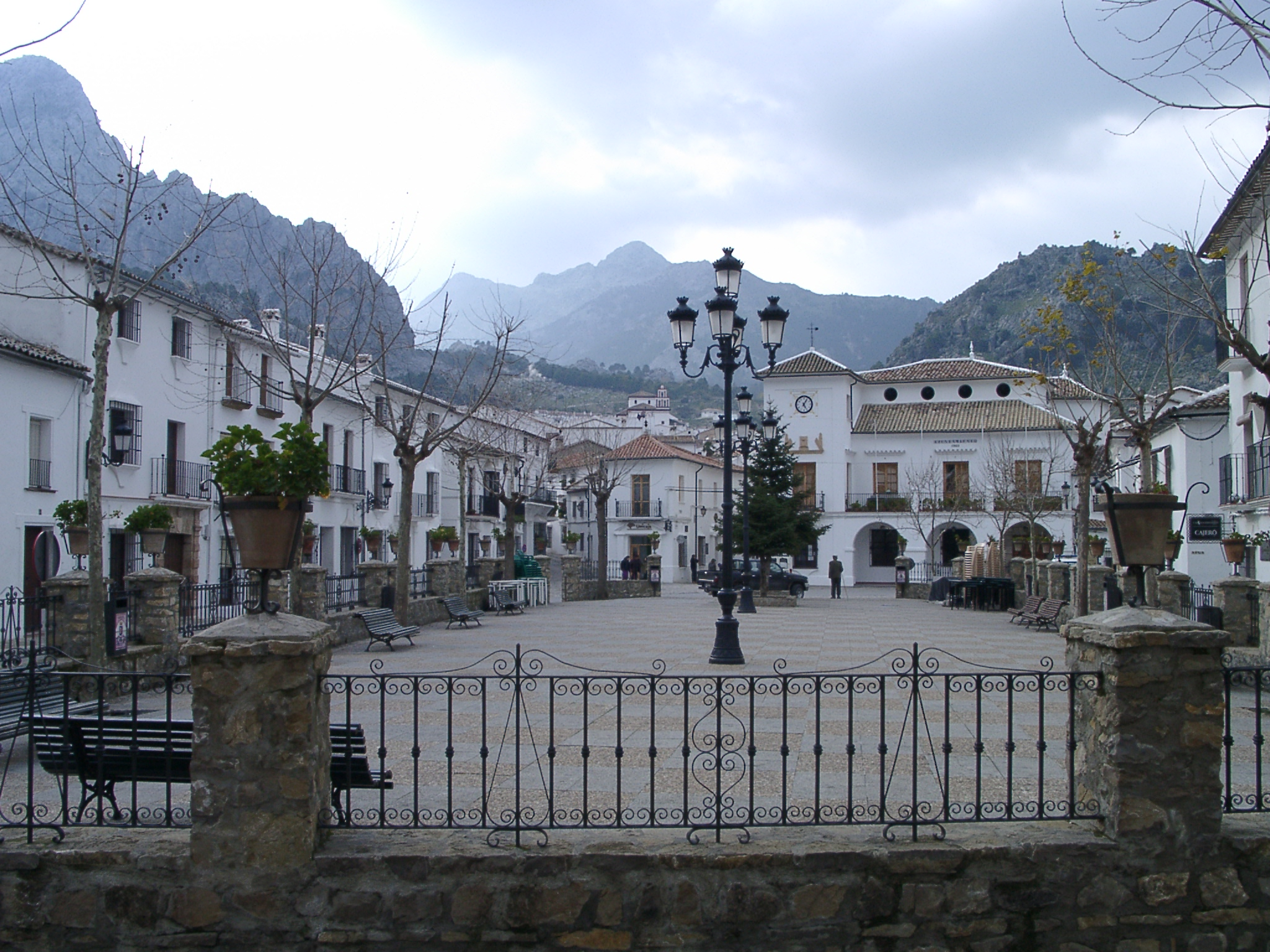
Plac Ratuszowy